# Сумиращо ядро
Сумиращо ядро в {\displaystyle \mathbb {T} } е редица {\displaystyle \{k_{n}:n\in \mathbb {Z} \}} от непрекъснати функции {\displaystyle k_{n}} в {\displaystyle \mathbb {T} }, които изпълняват следните условия.
- {\displaystyle {\frac {1}{2\pi }}\int _{0}^{2\pi }k_{n}(t)\,dt=1} (1)
- {\displaystyle {\frac {1}{2\pi }}\int _{0}^{2\pi }|k_{n}(t)|\,dt\leq const} (2)
- за всяко {\displaystyle 0<\delta <\pi } е изпълнено

{\displaystyle \lim _{n\to \infty }\int _{\delta }^{2\pi -\delta }|k_{n}(t)|\,dt=0}. (3)
Положително сумиращо ядро е ядро, за което функциите са положителни, т.е.{\displaystyle k_{n}(t)>0} за всяко t, n. За тях условието (2) е излишно.

## Основно свойство на сумиращото ядро
Нека f бъде функция от {\displaystyle L^{1}(\mathbb {T} )}, а {\displaystyle \{k_{n}\}} бъде сумиращо ядро. Тогава
{\displaystyle f=\lim _{n\to \infty }k_{n}\ast f=\lim _{n\to \infty }{\frac {1}{2\pi }}\int _{0}^{2\pi }k_{n}(\tau )f(t-\tau )\,d\tau }
Сходимостта е в нормата на {\displaystyle L^{1}(\mathbb {T} )}.

## Примери за сумиращо ядро
- Ядро на Фейер
- Ядро на Вале-Пусен
- Ядро на Поасон

## Забележка
Ядрото на Дирихле не е сумиращо ядро, понеже не удовлетворява условията (2) и (3).